# Championnats d'Europe de triathlon 1996
Navigation
Édition précédente Édition suivante
Les championnats d'Europe de triathlon 1996 sont la douzième édition des championnats d'Europe de triathlon, une compétition internationale de triathlon sous l'égide de la fédération européenne de ce sport. L'épreuve est constituée de 1 500 mètres de natation, 40 kilomètres de vélo puis 10 kilomètres de course à pied.
Cette édition se tient dans la ville hongroise de Szombathely et elle est remportée par le Belge Luc Van Lierde chez les hommes et par la Danoise Suzanne Nielsen chez les femmes.

## Palmarès

### Hommes
| Rang               | Triathlète            | Temps           |
| ------------------ | --------------------- | --------------- |
| Médaille d'or      | Luc Van Lierde        | 1 h 42 min 32 s |
| Médaille d'argent  | Dennis Looze          | 1 h 42 min 38 s |
| Médaille de bronze | Ralf Eggert           | 1 h 43 min 10 s |
| 4                  | Carl Blasco           | 1 h 43 min 28 s |
| 5                  | Samuel Pierreclaud    | 1 h 43 min 32 s |
| 6                  | Rob Barel             | 1 h 43 min 43 s |
| 7                  | Jean-Claude Guinchard | 1 h 43 min 44 s |
| 8                  | Aleksander Merzlov    | 1 h 43 min 47 s |
| 9                  | Eric Van der Linden   | 1 h 43 min 59 s |
| 10                 | Laurent Jeanselme     | 1 h 44 min 22 s |

### Femmes
| Rang               | Triathlète           | Temps           |
| ------------------ | -------------------- | --------------- |
| Médaille d'or      | Suzanne Nielsen      | 1 h 59 min 29 s |
| Médaille d'argent  | Virginia Berasategui | 2 h 0 min 47 s  |
| Médaille de bronze | Sophie Delemer       | 2 h 1 min 15 s  |
| 4                  | Nancy Kemp-Arendt    | 2 h 1 min 55 s  |
| 5                  | Ute Mückel           | 2 h 2 min 39 s  |
| 6                  | Ute Schäfer          | 2 h 2 min 58 s  |
| 7                  | Kathleen Smet        | 2 h 3 min 15 s  |
| 8                  | Renata Berková       | 2 h 3 min 35 s  |
| 9                  | Maribel Blanco       | 2 h 3 min 36 s  |
| 10                 | Magali Messmer       | 2 h 3 min 39 s  |